# 1701 a tudományban
Az 1701. év a tudományban és a technikában.

## Orvostudomány
Az olasz Giacomo Pylarini a feketehimlő ellen először alkalmaz oltást.

## Születések
- január 28. Charles Marie de La Condamine geográfus († 1774)
- május 14. William Emerson matematikus († 1782)
- november 27. Anders Celsius csillagász, matematikus, fizikus († 1744)